# Амур и Тимур
Аму́р и Тиму́р — самец амурского тигра (Амур) и самец домашней козы (Тимур), которые совместно содержались в Приморском сафари-парке (Шкотовский район, Приморский край, Россия) со 2 ноября 2015 года по 26 января 2016 года. Факт длительного совместного проживания хищника с потенциальной жертвой стал одной из наиболее популярных тем в российских СМИ.

## Родословная
Долгое время о прошлом козла ничего не было известно. Тимур был единственным козлёнком, и всё молоко матери доставалось ему. Также известно, что раньше Тимур носил другое имя — Барон. 2 ноября 2015 года Тимур был продан своей хозяйкой в сафари-парк. Предположительно, Тимур является отцом семерых козлят.
Об Амуре информации гораздо больше. Его дед, тигр по имени Алмаз, жил в зоологическом центре Биолого-почвенного института ДВО РАН в селе Гайворон Спасского района, и был последним представителем своего вида в этом центре. Он погиб осенью 2015 года. Отец Амура — тигр Бархат — родился 8 мая 2003 года в зоологическом центре Биолого-почвенного института ДВО РАН в селе Гайворон Спасского района. Мать — тигрица Ригма — из дикой природы, была подобрана 16 ноября 2006 года в возрасте 4 месяцев. Оба содержатся в Приамурском зоосаде в городе Хабаровск. У Амура есть сестра Тайга и брат Бартек. Кроме того у них есть старший брат Агат, который сейчас содержится в Пермском зоопарке. Амурка, Тайга и Бартек родились 2 апреля 2012 года в Приамурском зоосаде. В начале ноября 2012 года Амур и Тайга переехали в Шкотовский сафари-парк по программе по размножению амурских тигров Евроазиатской Ассоциации зоопарков, а Бартек прибыл 19 марта 2013 года в зоопарк «Роев ручей».

## Начало дружбы

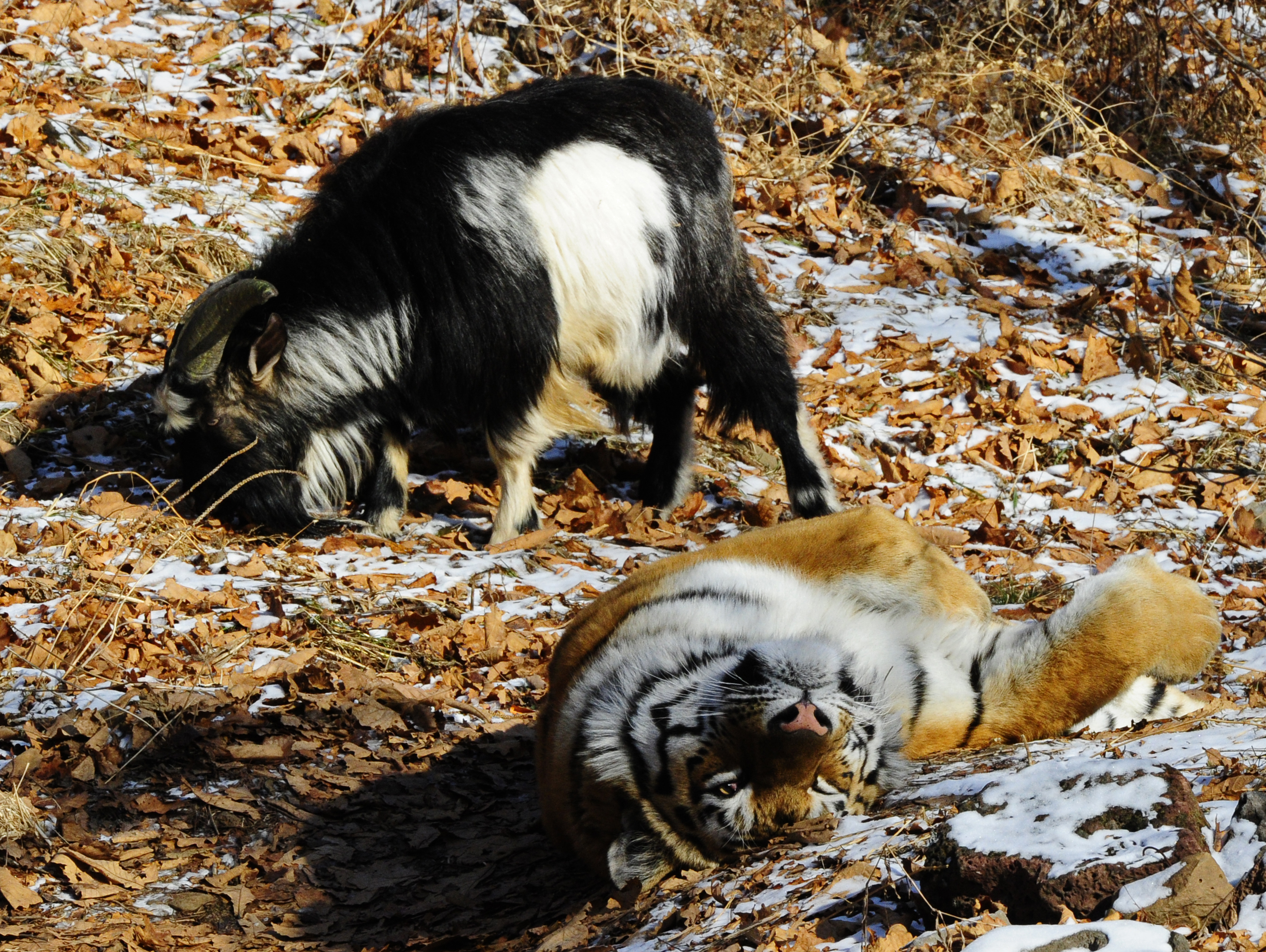
Амур и Тимур 27 ноября 2015 года

Всё началось с того, что в ноябре 2015 года в Приморском сафари-парке тигру Амуру на съедение был отдан козёл (на тот момент не имевший имени). Козла запустили в вольер, но когда тигр подошёл к козлу, тот попытался дать отпор, выставив вперёд рога. Так как тигра в парке кормили несколько раз в день, то, скорее всего, Амур на тот момент был не слишком голоден. Возможно, из-за этого тигр оставил попытки напасть на козла. За бесстрашное поведение козла назвали Тимуром. Со временем Тимур занял жилище Амура, он начал спать на его месте и через некоторое время Амуру пришлось уступить место и перебраться на крышу своего жилища. После этих событий животные стали находиться в одном вольере (при этом тигра продолжали кормить как положено). Спустя несколько дней было принято решение не уводить козла из вольера, так как его жизни ничто не угрожало. По словам директора сафари-парка, Дмитрия Мезенцева:
У нас есть вольер для коз, они трусливы, и у них своя судьба — быть съеденными хищниками, а у Тимура — своя судьба, он своей смелостью показал, что достоин жить вместе с тигром, поэтому здесь он и останется. Мы не опасаемся за жизнь козла, так как если бы Амур хотел съесть его, уже давно съел бы — он крупный сильный хищник и расправлялся с добычей куда крупнее Тимура.
Через некоторое время животные стали вместе гулять, спать в одном месте, иногда обедать. Затем они вместе стали играть: бегать, играть в мяч. Ввиду необычного феномена, данное событие, получившее название «Дружба Амура и Тимура», просочилось в интернет, а после приобрело всероссийскую популярность.

## Дальнейшие события

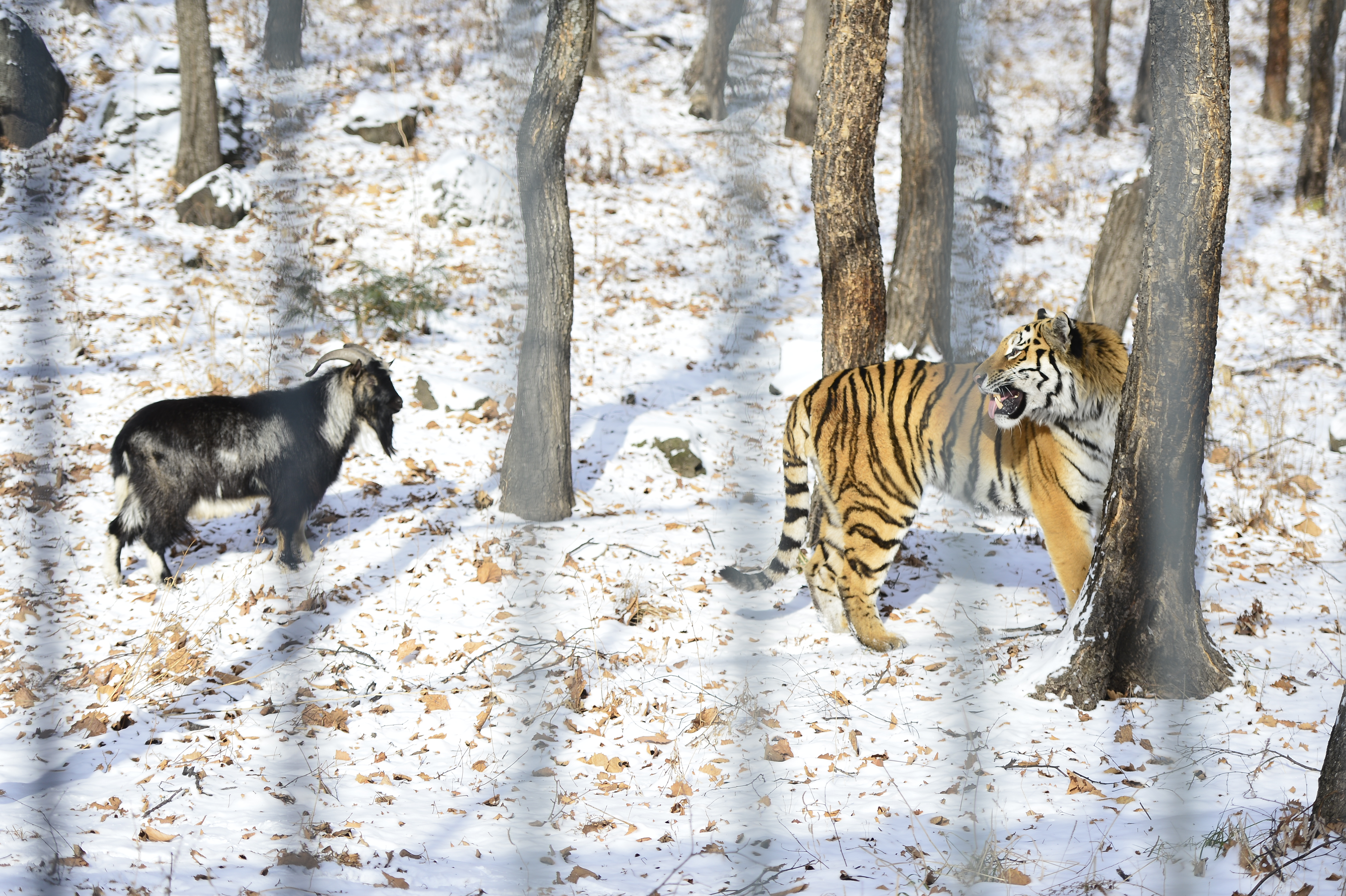
Амур и Тимур 6 декабря 2015 года

История Амура и Тимура стала очень популярна, в основном за счёт трогательности истории их дружбы. Тем не менее, уже через неделю на сайт сафари-парка было направлено множество писем с просьбой расселить тигра и козла. Российское отделение WWF также выразило своё беспокойство по поводу безопасности Тимура.
Между тем, дружба Амура и Тимура всё больше укреплялась, а их популярность росла. По предложению посетителей сафари-парка, для тигра и козла был открыт благотворительный счёт. В социальных сетях «ВКонтакте» и «Одноклассники» были созданы официальные группы Амура и Тимура, а в Instagram был открыт их аккаунт. Сайт Сафари-парка начал онлайн-трансляцию жизни тигра и козла. Она стала настолько популярной, что 30 декабря 2015 года на сайте произошёл сбой из-за наплыва посетителей.
В октябре 2015 руководство сафари-парка привезло из Москвы тигрицу Уссури для Амура. Когда тигрица достигнет репродуктивного возраста, планируется спарить её с Амуром. На это время Тимур будет временно отселён из-за опасности быть съеденным тигрицей. После случки хищников тигрица будет отселена в отдельный вольер.
26 января 2016 года между животными произошла стычка: Амур схватил Тимура за загривок и сбросил со склона, после чего козлу потребовалась помощь ветеринаров. Причиной тому, как предполагают, стало поведение Тимура, которое раздражало тигра. После лечения Тимура было принято решение больше не содержать его в вольере Амура, а видеться им позволять только под присмотром сотрудников парка.
8 ноября 2019 года опекун Тимура Эльвира Головина в обращении на сайте Приморского сафари-парка сообщила о смерти козла Тимура 5 ноября 2019 года.

### Причина феномена

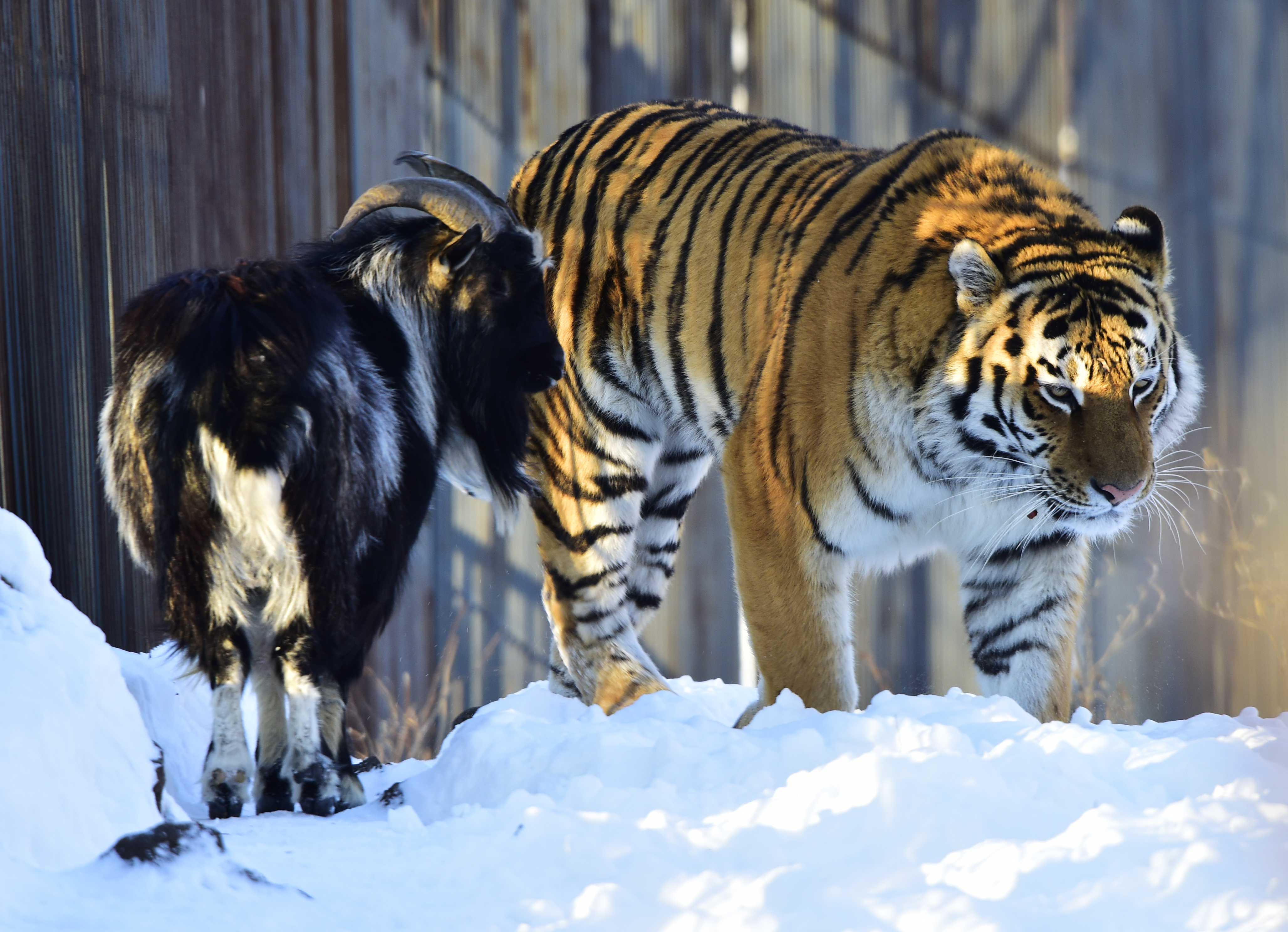
Амур и Тимур 22 января 2016 года

Существуют разные объяснения дружбы Амура и Тимура.
По мнению директора приморского филиала некоммерческого центра «Амурский тигр» Сергея Арамилева, тигр не напал на козла из-за того, что был сыт. Тимур не почувствовал опасности и поэтому не ведёт себя как жертва, также предполагалось, что он проявил черты доминирования в том эпизоде.
Почему так происходит? На наш взгляд, общество морально и психологически устало от бесконечных конфликтов, тенденций к милитаризации, санкций и контрсанкций. Хочется, как ни банально это звучит, разнообразить свою жизнь добром, вплести в её канву пару-тройку котиков. В мире возросло общее напряжение, стремление к смерти, агрессии, разрушению. В какой-то момент мощная разрушительная волна стала настолько огромной, что люди бессознательно начали искать истории про любовь, добро и инстинкт самосохранения. Не будь тигра и козла, люди переключились бы на что-то другое.
24 июня 2016 года в прессе было опубликовано заявление бывшего пресс-секретаря Приморского сафари-парка Евгении Патановской, которая заявила, что дружеских отношений между тигром и козлом не было: козла по ошибке привели к сытому тигру, поэтому тот его не съел, а пиар-служба парка решила развить из этого историю. Хищника начали подкармливать всякий раз, когда тот был рядом с козлом. Однако директор парка Дмитрий Мезенцев опроверг эту информацию, начав с того, что Евгения Патановская не была пресс-секретарём, а работала в зооветотделе парка и только 7 дней в середине декабря.
В апреле 2017 года в том же парке было принято решение повторить эксперимент с козлом и тигром. В один вольер пустили шестимесячного тигрёнка Шерхана и молодого козла Тимурида. Однако дружбы у них не получилось, и животных разлучили.

## Критика
Несмотря на популярность козла и тигра, их дружбу далеко не все оценили позитивно.
Эта ситуация позор, для всего тигриного рода. Так уж получилось, что мать Амура не научила его добывать себе корм: не научила убивать. А тигр обязан это делать, иначе он сдохнет. Это искажённое поведение, которое фиксируется в зоопарках  сплошь и рядом: лев и собачка, кошка с обезьянкой, тигр с козлом. Беда в том, что люди могут подумать, что с тигром можно дружить, что он может любить. Так недалеко и до трагедии <…> Мы не пускаем к животным посторонних потому, что тут очень опасно. Относиться к хищникам как к друзьям ни в коем случае нельзя.Виктор Юдин, к.б.н., старший научный сотрудник Биолого-почвенного института ДВО РАН.
Определённый риск для козла есть. Вдруг тигр захочет кушать, опоздают работники зоопарка на час, он одним ударом перешибёт ему хребет <…> Козёл, оставшись один, не пил и не ел от тоски — это наше воображение.Николай Дроздов
Лучше козла забрать, просто чтоб не расстраивать общество, потому что этот козёл уже звезда, причём звезда мирового уровня. И, наверное, было бы правильно больше им не рисковать.Эдгард Запашный

## В массовой культуре
- История Амура и Тимура стала популярной не только в России, но и за рубежом. Из разных стран мира приезжали туристы, чтобы посмотреть на их дружбу[31].
- В декабре 2015 года южнокорейский кинорежиссёр Парк Суенг начал съёмки документального фильма об Амуре и Тимуре. Он подчеркнул, что животные умнее людей, ибо Амур и Тимур своим примером показали, что в мире животных нет места расизму и нетерпимости[32].
- В новогоднюю ночь 31 декабря 2015 года телеканал «Россия 24» показал первый в истории документальный фильм об Амуре и Тимуре «Чудесная дружба. Тигр Амур и козёл Тимур». Телеведущая и автор фильма Элеонора Любимова провела журналистское расследование и рассказала, что же на самом деле объединило хищника и жертву.
- Посетители культурно-просветительского и выставочного проекта, посвящённый природе России «Первозданная Россия» (проходил в Москве с 22 января по 25 февраля 2016 года) создали пластилиновый мультфильм об Амуре и Тимуре[33].
- В апреле 2016 года на сцене Хабаровского краевого музыкального театра был показан мюзикл «Как подружились Амур и Тимур»[34][35].
- В июле 2016 года на ВДНХ прошла презентация проекта памятника «Амур и Тимур» (скульптор Сергей Крюков, архитекторы Данил Марзаев и Алексей Ошкин)[36]. В 2016 году памятник установлен в Приморском Сафари-парке, месте, где подружились и жили Амур и Тимур[37].
- 20 мая 2016 года в издательстве «АСТ» совместно с АНО «Амурский тигр» вышла научно-популярная книга в серии «Почемучкины книжки» под названием «Почему животные дружат?», (автор — П. Волцит), основанная на истории дружбы Амура и Тимура. В книге рассматриваются возможные причины такого поведения, затронута тема инстинктов.